# Sclerophrys djohongensis
Espèce
Synonymes
- Bufo funereus djohongensis Hulselmans, 1977
- Bufo djohongensis Hulselmans, 1977
- Amietophrynus djohongensis (Hulselmans, 1977)

Statut de conservation UICN

 EN B2ab(iii) : En danger
Sclerophrys djohongensis est une espèce d'amphibiens de la famille des Bufonidae.

## Répartition
Cette espèce est endémique du plateau Adamawa dans le centre-nord du Cameroun.
Sa présence est incertaine au Nigeria.

## Taxinomie
Cette espèce a été décrite comme une sous-espèce de Bufo funereus par Hulselmans en 1977, elle a été élevée au rang d'espèce par Joger en 1982. 
Le statut taxonomique de cette espèce est encore incertain : Jean-Louis Amiet considère qu'elle est synonyme de Sclerophrys villiersi, un avis que ne partage pas Ulrich Joger.

## Étymologie
Son nom d'espèce, composé de djohong et du suffixe latin -ensis, « qui vit dans, qui habite », lui a été donné en référence au lieu de sa découverte, Djohong, dans le département de Mbéré au Cameroun.

## Publication originale
- Hulselmans, 1977 : Further notes on African Bufonidae, with descriptions of new species and subspecies (Amphibia, Bufonidae). Revue de Zoologie Africaine, vol. 91, p. 512-524.